# Fontana del Porcellino
La Fuente del Porcellino (en italiano: Fontana del Porcellino), o simplemente Il Porcellino (en español: lechón o cochinillo) es el nombre local que los florentinos dan a una popular fuente de Florencia, situada a un lado de la logia del Mercado Nuevo, cerca del Ponte Vecchio. Su nombre es irónico pues se trata de un jabalí salvaje adulto, realizado en bronce por el maestro barroco Pietro Tacca hacia 1633 a partir de una copia romana en mármol de un original del período helenístico. Este último, encontrado en Roma y transportado a Florencia a mediados del siglo XVI por los Médici, se asoció al jabalí de Calidón de la mitología griega. Tras haber formado parte de las colecciones del Gran Ducado, el original de mármol se expone actualmente en la sección clásica de la Galería Uffizi.

## Historia
La estatua del jabalí proviene de la copia romana de un mármol del período helenístico, que el papa Pío IV ofreció a Cosme I de Médici en 1560 durante la visita de este último a Roma. Cosme II de Médici encargó una copia de bronce del original de mármol (que se encuentra actualmente en la Galería Uffizi) a Pietro Tacca en 1612 para decorar el jardín de Bóboli del palacio Pitti. El modelo de cera data de 1620 aproximadamente, mientras que la fusión en bronce no tuvo lugar hasta 1633 debido a los continuos y más urgentes encargos por parte del Gran Ducado, como el de los Cuatro Moros o Cuatro Esclavos Monumento dei Quattro morien Livorno o el de las dos fuentes de la Piazza della Santissima Annunziata en Florencia.
Algunos años después de la fusión, Fernando II de Médici decidió transformar la obra en una fuente, la cual se encuentra hoy en día bajo la logia del Mercado Nuevo y cuya ubicación actual está documentada desde al menos 1640. La fuente tenía una función sobre todo práctica, pues abastecía de agua a los vendedores que comerciaban bajo la logia y que en aquella época estaban especializados en la compraventa de telas preciosas como la seda, los brocados y la lana. También a esta época se remonta el diminutivo de «porcellino». Tacca creó asimismo la pila de bronce original (hoy en depósito) para la recogida del chorro de agua. La fuente se ubicó en principio en la vía Calimala, mirando al este, frente a una farmacia que, por asociación, acabó por conocerse con el nombre de Farmacia del Cinghiale (Farmacia del Jabalí), abierta en la primera mitad del siglo XVIII y lugar de reunión de intelectuales. En el siglo XIX, para facilitar la circulación dentro del mercado, la fuente se trasladó a su ubicación actual, sobre la cara sur de la logia (también llamada hoy en día logia del Porcellino), delante de la antigua Bolsa de Comercio. La fuente actual es una copia moderna que la Fonderia Artistica Ferdinando Marinelli fundió en 1988, y que sustituyó a la fuente original en 1998, como indica una inscripción grabada en su lado derecho. La estatua y la base originales de Tacca se encuentran en el nuevo museo BardiniMuseo Bardini desde 2004.

## Arte

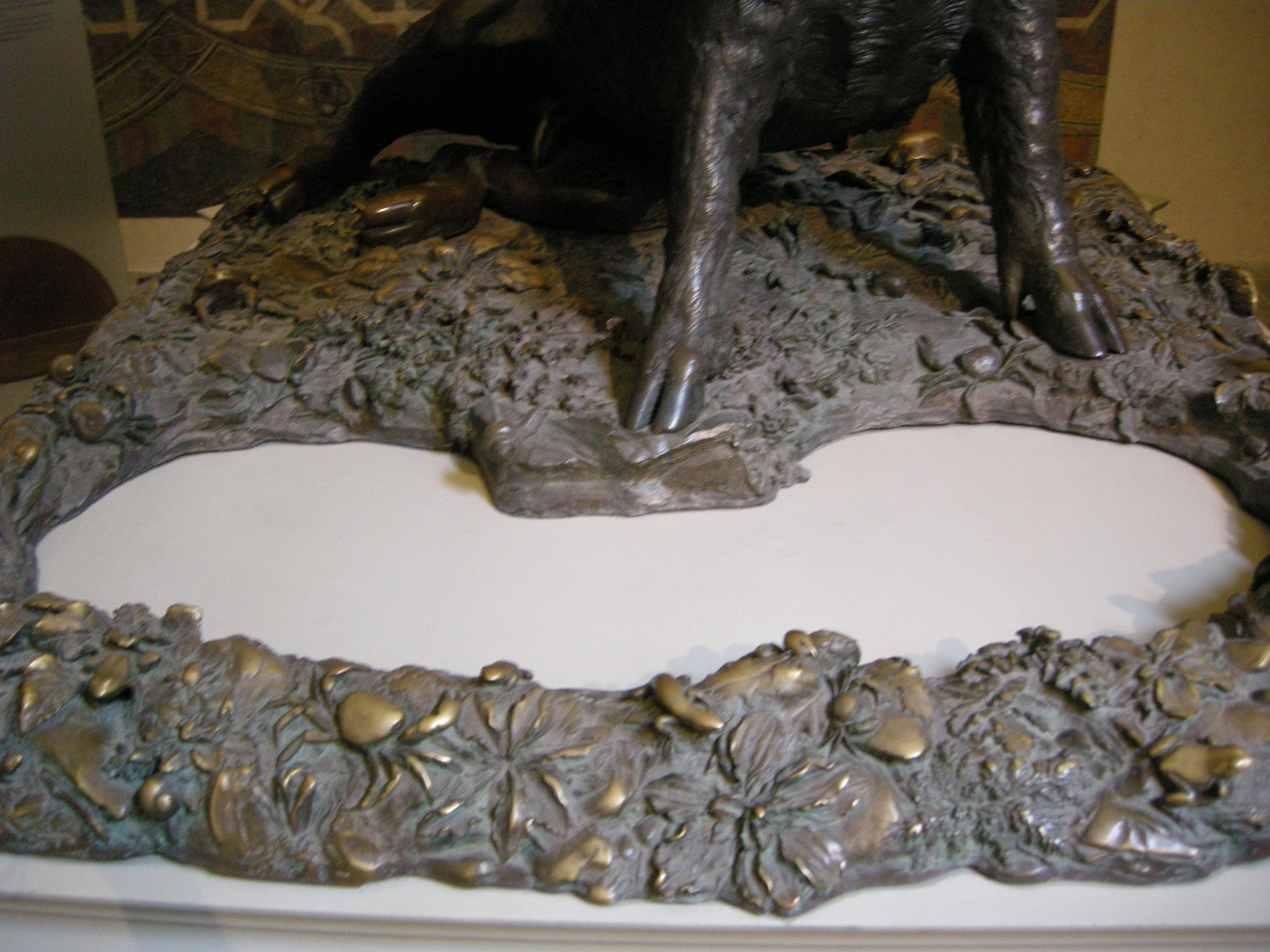
La base de la fuente

El bronce de Tacca ha superado al mármol romano que sirvió de modelo. A pesar de tratarse de una copia, la gran cantidad de detalles naturalistas, como el pelo del animal, revela la extraordinaria capacidad artística de Tacca, considerado el alumno más aventajado de Giambologna.
El zócalo tiene forma octogonal. La estatua del Porcellino se sitúa en la parte posterior del mismo, de manera que en la parte delantera queda un espacio para alojar la pila en la cual cae el chorro de agua que sale de la boca del animal. La base se adorna con una representación, siempre en bronce, de las marismas donde vive el jabalí con plantas y animales como anfibios, reptiles y moluscos, todos ellos de un gran realismo. La base expuesta tampoco es la original: fue sustituida en 1857 por Clemente Papi debido a los daños sufridos por el paso del tiempo en el zócalo primitivo. En 1988 se refundió en la Fonderia Artistica Ferdinando Marinelli, quedando la base original, junto con el Porcellino, en el museo Bardini desde 2004.

## Tradición popular y superstición

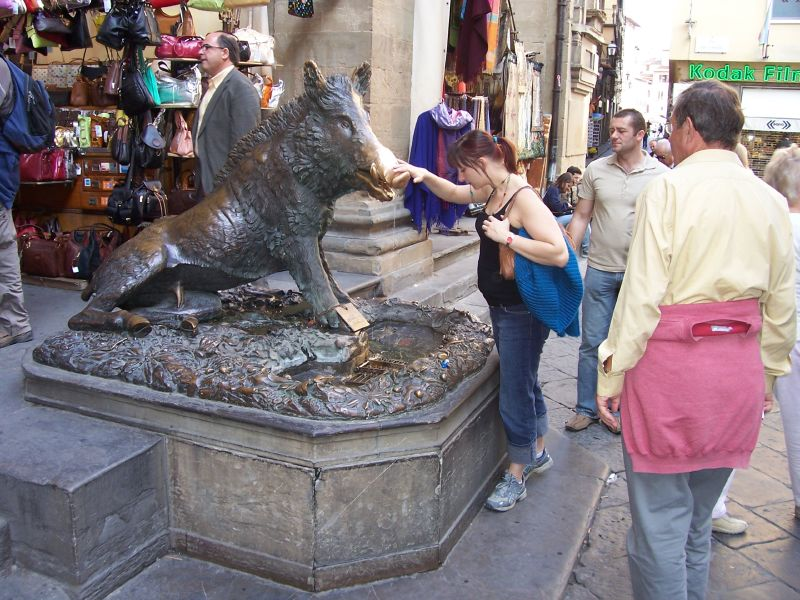
El Porcellino de Florencia

Según la tradición popular, los visitantes deben introducir una moneda en la boca del jabalí para que les traiga suerte y para asegurar su vuelta a Florencia. El procedimiento completo para obtener un buen augurio consiste en meter la moneda tras haber frotado el hocico del animal. Si esta cae y supera la reja de la pila hasta la zona donde salpica el agua, traerá fortuna; de lo contrario, no se conseguirá el efecto deseado. En realidad la inclinación es tal que solo las monedas más pesadas caen con facilidad por las rendijas.
Esta tradición, que el novelista viajero Tobias Smollett ya atestiguó en 1766, explica el lustre del hocico del Porcellino, que de hecho brilla por el continuo roce del bronce, pulido por miles de manos al día. El dinero así recaudado es destinado en su totalidad a la Opera della Divina Provvidenza Madonnina del GrappaOpera della Divina Provvidenza Madonnina del Grappa, una institución católica caritativa. Hoy en día esta fuente representa una de las atracciones más populares para los turistas en la ciudad de Florencia.

## Cultura popular
La escultura aparece tanto en la literatura como en el cine:

### Literatura
Después de un viaje a Florencia, Hans Christian Andersen, en su libro El bazar de un poeta (1842), tituló una de sus fábulas El jabalí de bronce, inspirado en la estatua de bronce, de la cual decía:
« En la Porta Rossa, frente a la columnata, se encuentra un magnífico jabalí de bronce; el agua le sale de la boca y resulta cómico ver a la gente que parece besar al jabalí cuando quieren beber. Tiene el hocico y la oreja pulidos de tanto sujetarlos con las manos. »

### Citas y homenajes
La Fontana del Porcellino aparece en la película Hannibal de 2001, donde el inspector Rinaldo Pazzi (Giancarlo Giannini) se lava las manos.
En la película Harry Potter y la cámara secreta (2002), se ve brevemente la estatua cuando Harry Potter y Ron Weasley suben la escalera de Hogwarts después del episodio del Sauce Boxeador, después durante la vuelta hacia atrás cuando Albus Dumbledore se dirige a Tom Jedusor.
En la segunda parte de Harry Potter y las Reliquias de la Muerte (2011), la estatua aparece en la Sala de los Menesteres.

## Copias
Existen numerosas copias de esta escultura por el mundo:
Australia 
En el Hospital de SydneySydney Hospital, en Sydney. Se trata de un donativo que la marquesa Fiaschi Torrigiani de Florencia hizo en 1968 en memoria del médico italiano Piero Fiaschi, quien trabajó en Australia. Se dice que frotarle el hocico trae suerte, como el jabalí de Tacca. Simboliza la amistad entre los países de Italia y Australia. Las monedas recogidas son donadas al hospital.
Bélgica 
En el parque del castillo de Enghien, en Enghien.
Canadá 
En los Jardines Butchart, cerca de Victoria, en la Columbia Británica y en la Facultad de Artes de la Universidad de Waterloo, en Waterloo, Ontario.
Dinamarca 
En Brotorvet, Holstebro.
Francia 
  En el museo del Louvre (París), y en la plaza Richelme, en Aix-en-Provence.
Alemania 
Delante del museo de la caza y de la pesca de Múnich.
Gran Bretaña
- En el arboretum de Derbi, en Inglaterra.
- En la propiedad de Chatsworth House, en Derbyshire (Inglaterra).
- En el terreno de la escuela Leweston, en Dorset, (Inglaterra).[8]
- En el castillo de Howard, en Yorkshire del Norte[9]

Italia 
En Grosseto, en la Toscana. En 1953, el municipio de Florencia donó una copia al de Grosseto en conmemoración de la fundación de la villa de Rispescia, para celebrar la reforma agraria realizada en la Maremma. La obra se encuentra en la plaza principal de Rispescia.
Noruega 
En la escuela Slemdal, en Oslo.
Uruguay;
En el Hipódromo Nacional de Maroñas, en Montevideo.
Ecuador 
Guayaquil, en el Malecón 2000. En la década de los años 30, el cabildo propuso a las delegaciones consulares y a las diversas colonias extranjeras acreditadas en la ciudad, que contribuyan con el ornato de la ciudad.  La colonia China donó a la ciudad de Guayaquil la Estatua del Jabalí, reproducción del original francés, cuya autora corresponde al escultor Beneducce Marín. En el pedestal de bronce hay una placa que testifica la antigüedad de la escultura y en la que se lee: "La colonia China a la ciudad de Guayaquil." Cónsul General Santon Tay Sing, 9 de octubre de 1931.
La Estatua se encuentra en medio de un marco de naturaleza se yergue un imponente jabalí de bronce que en la cultura china simboliza la fuerza y que tiene como detalle adicional tallados alrededor de sus patas,  varios animales como anfibios y serpientes.
España 
- En el parque de El Capricho, en Madrid.
- En el jardín del Museo Cerralbo, en Madrid.[11]

Suecia 
Delante de la Kungliga Konsthögskolan, en Estocolmo.
Estados Unidos
- Arkansas: En el campus de la Universidad de Arkansas, en Fayetteville.

- Colorado: En el Museum of Outdoor Artes, enMuseum of Outdoor Arts Englewood.

- Luisiana: En la R.W. Norton Art Gallery, en R.W. Norton Art GalleryShreveport.

- Misuri: En el Country Club PlazaCountry Club Plaza, en la esquina noroeste de la calle 47 y Wornall Road, en Kansas City.

- Nueva York:
  - En el parque Sutton, en Nueva York[12]
  - Cerca de la entrada del parque de atracciones The Great Escape & Splashwater Kingdom, en Queensbury.

- Carolina del Sur: En el Poinsett Plaza, en Greenville.

- Texas:
  - En el Plaza Skillman Shopping Center, en Dallas
  - En el zoo de Dallas.
  - En Rice VillageRice Village, en Houston.

- Vermont: En el Lyndon Center, en Lyndon[13]

## Galería de imágenes

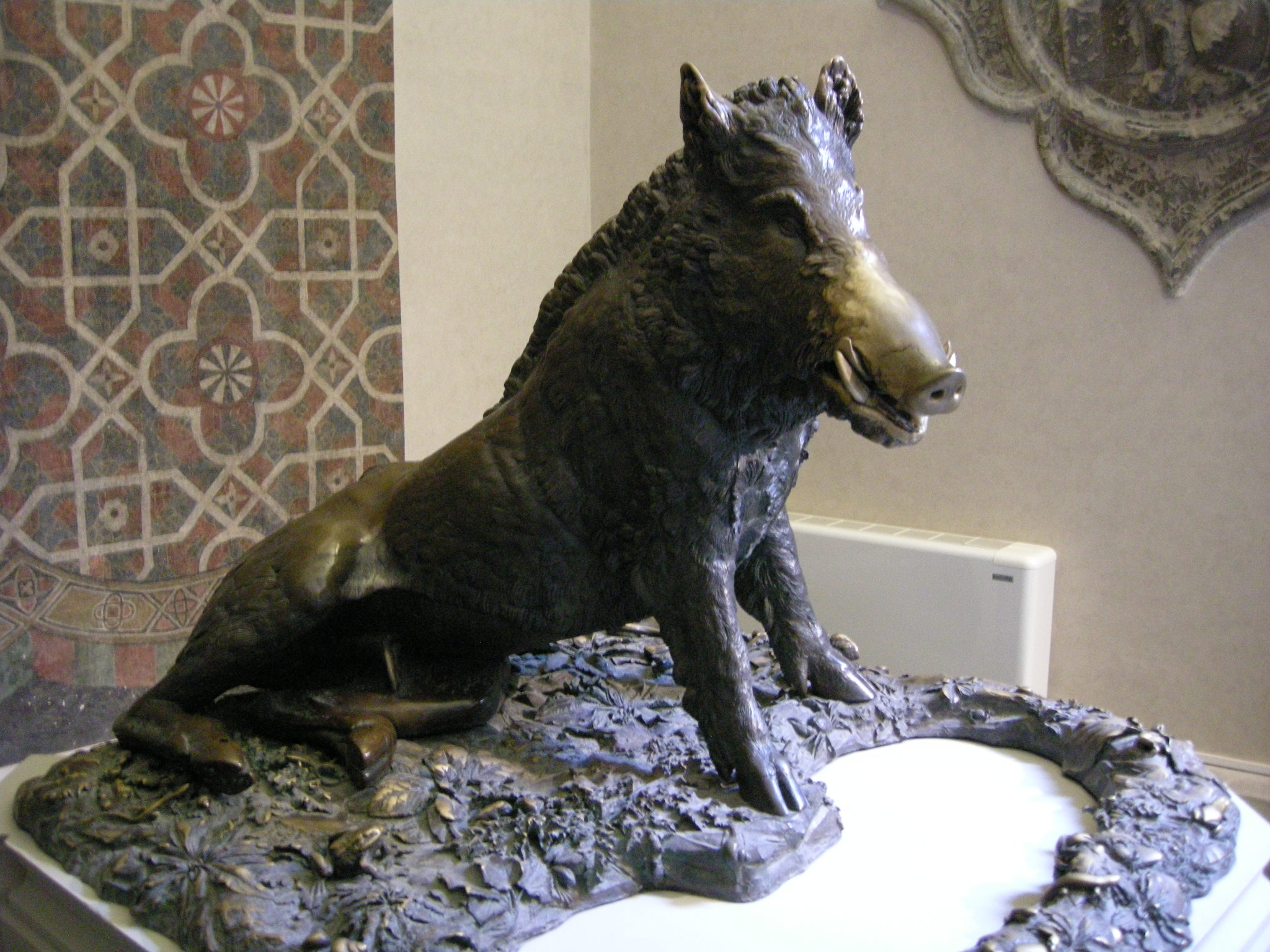
El Porcellino original de Pietro Tacca en el Museo Bardini.
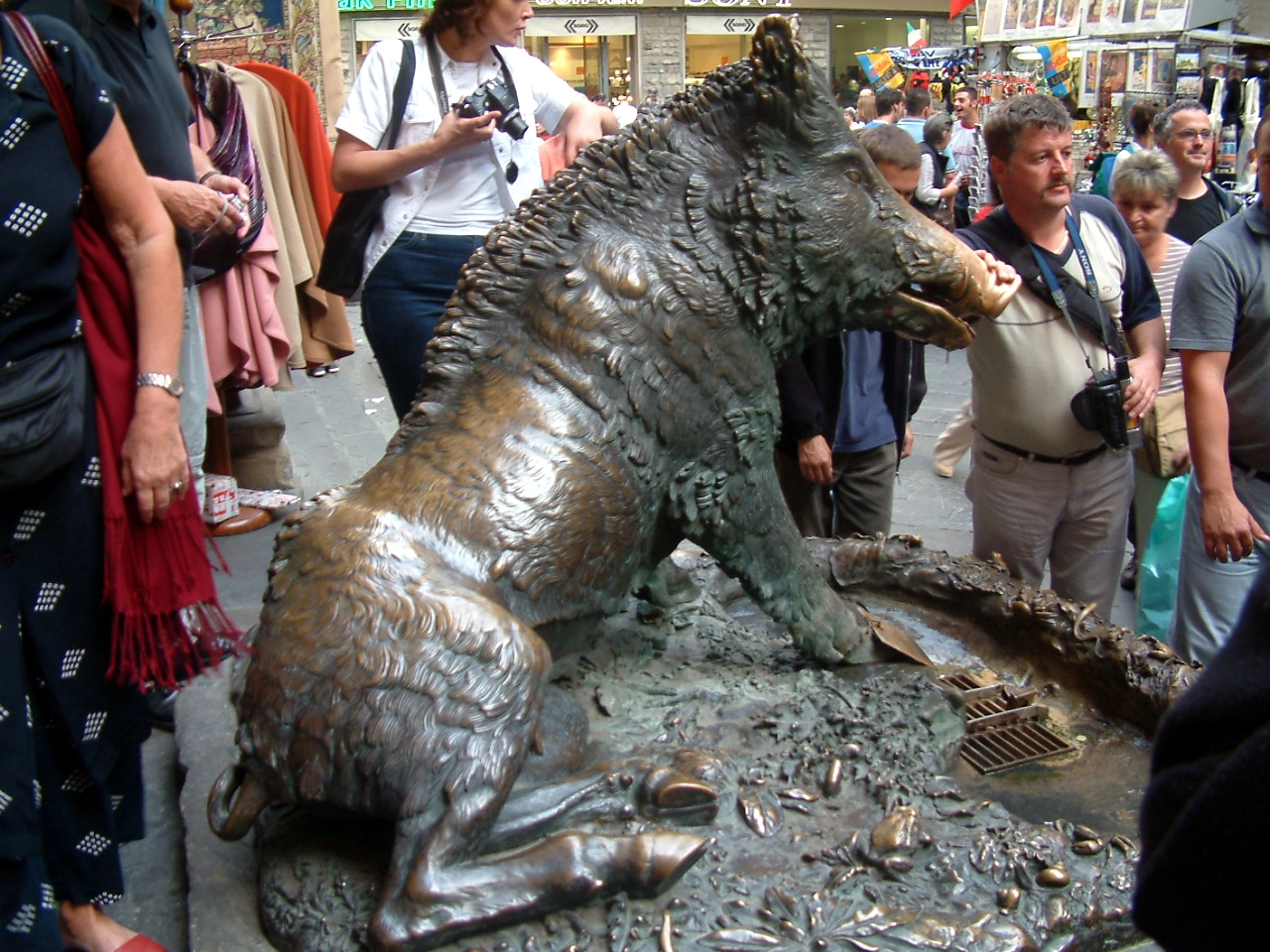
El Porcellino de la logia del Mercado Nuevo
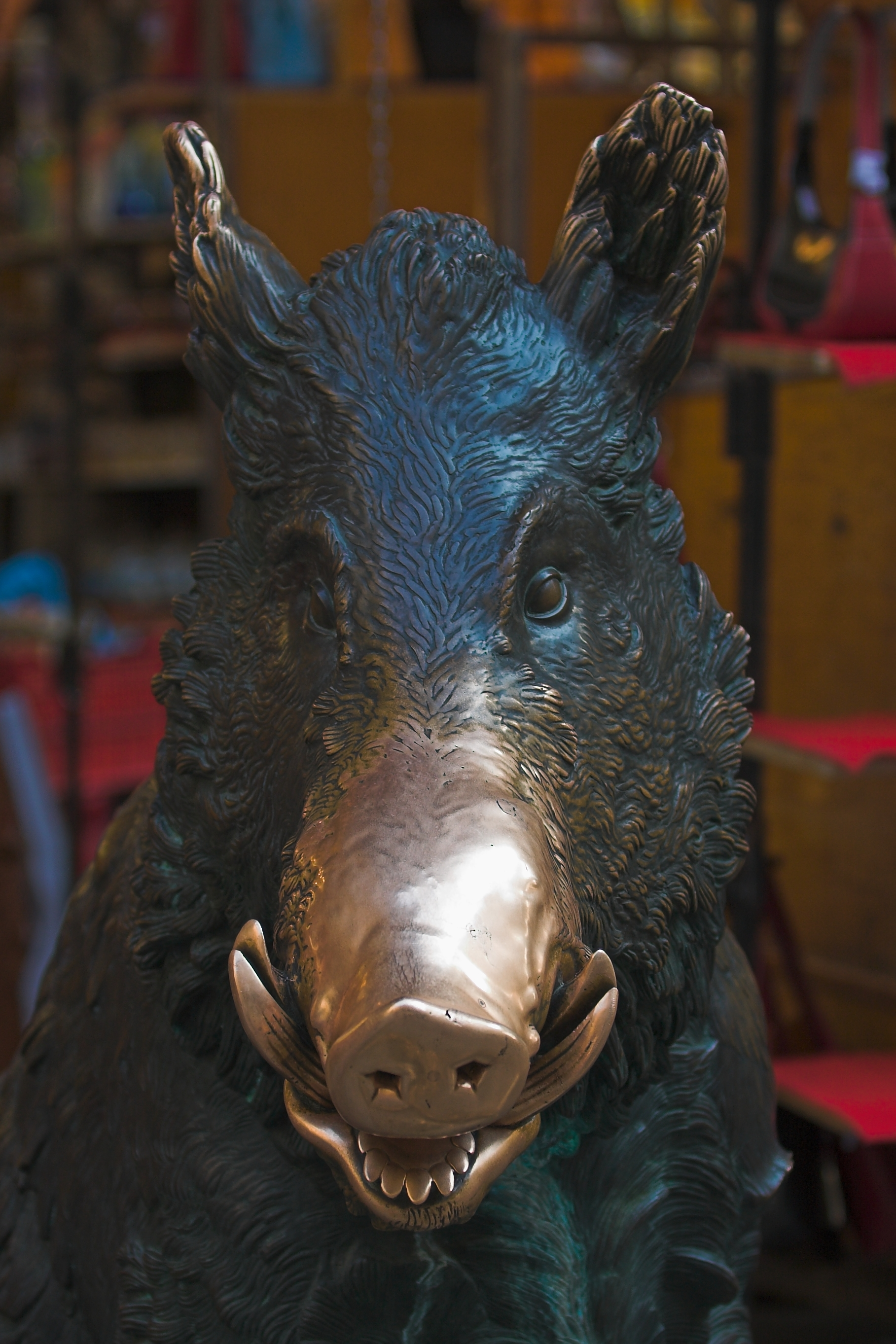
Primer plano
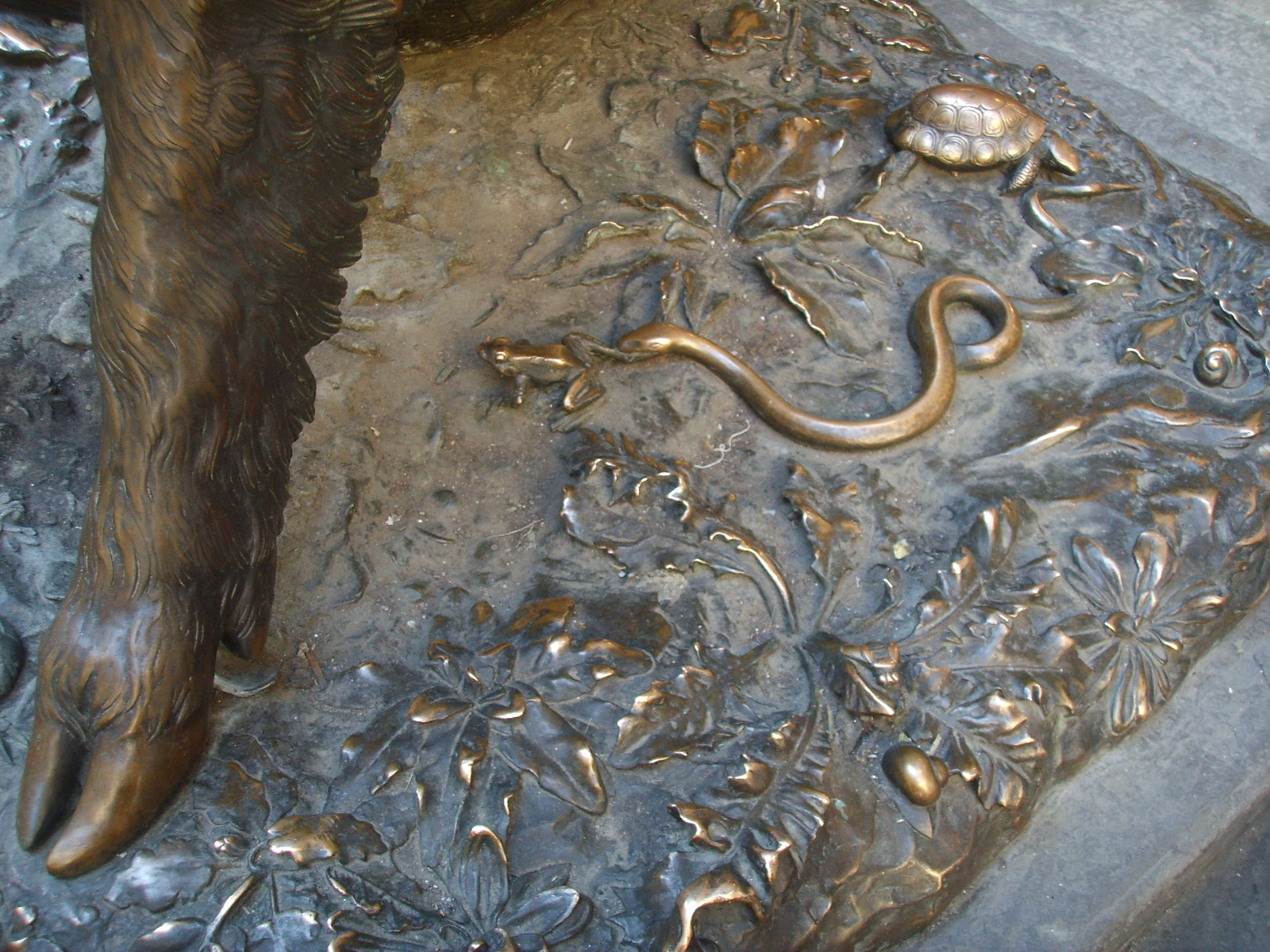
Detalle de la base.
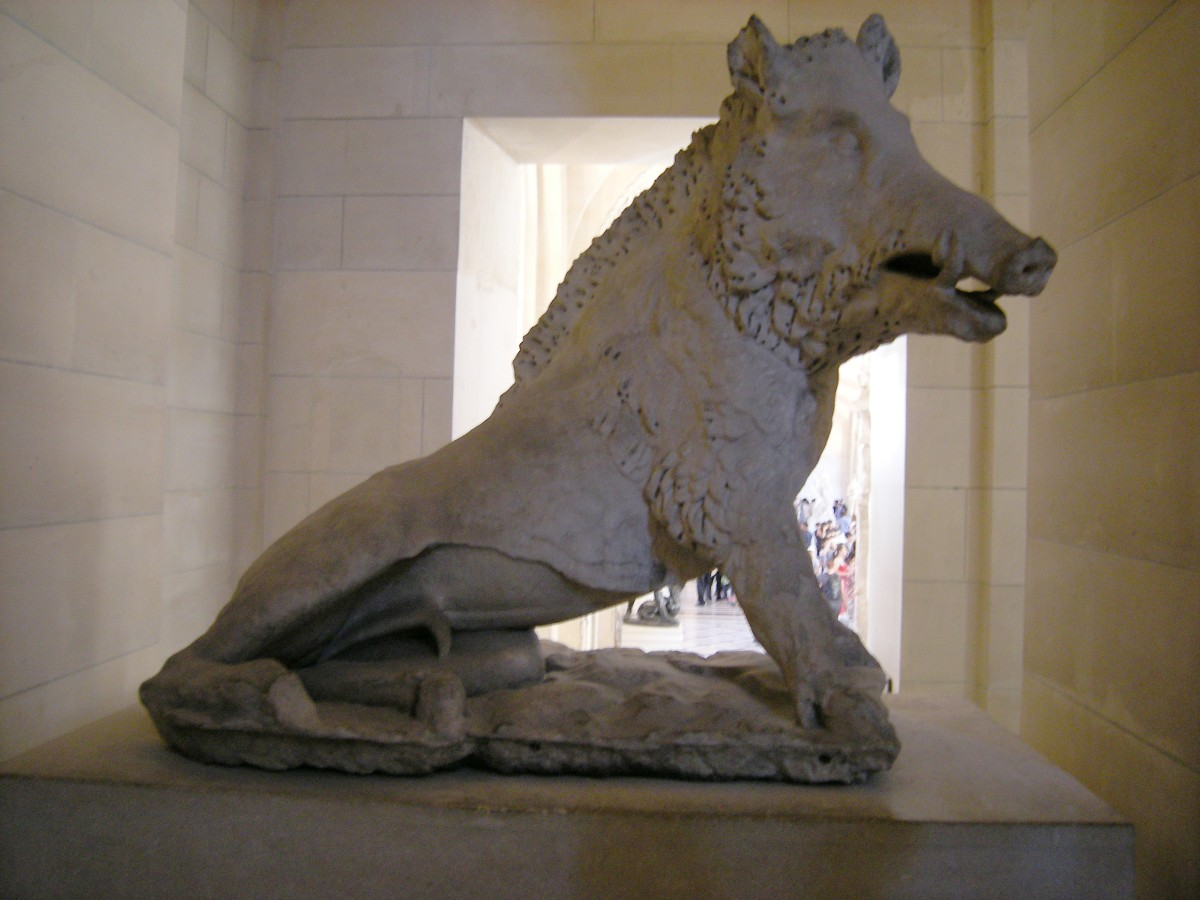
Escultura de Giovan Battista Foggini en el Louvre (copia de la escultura de época romana)
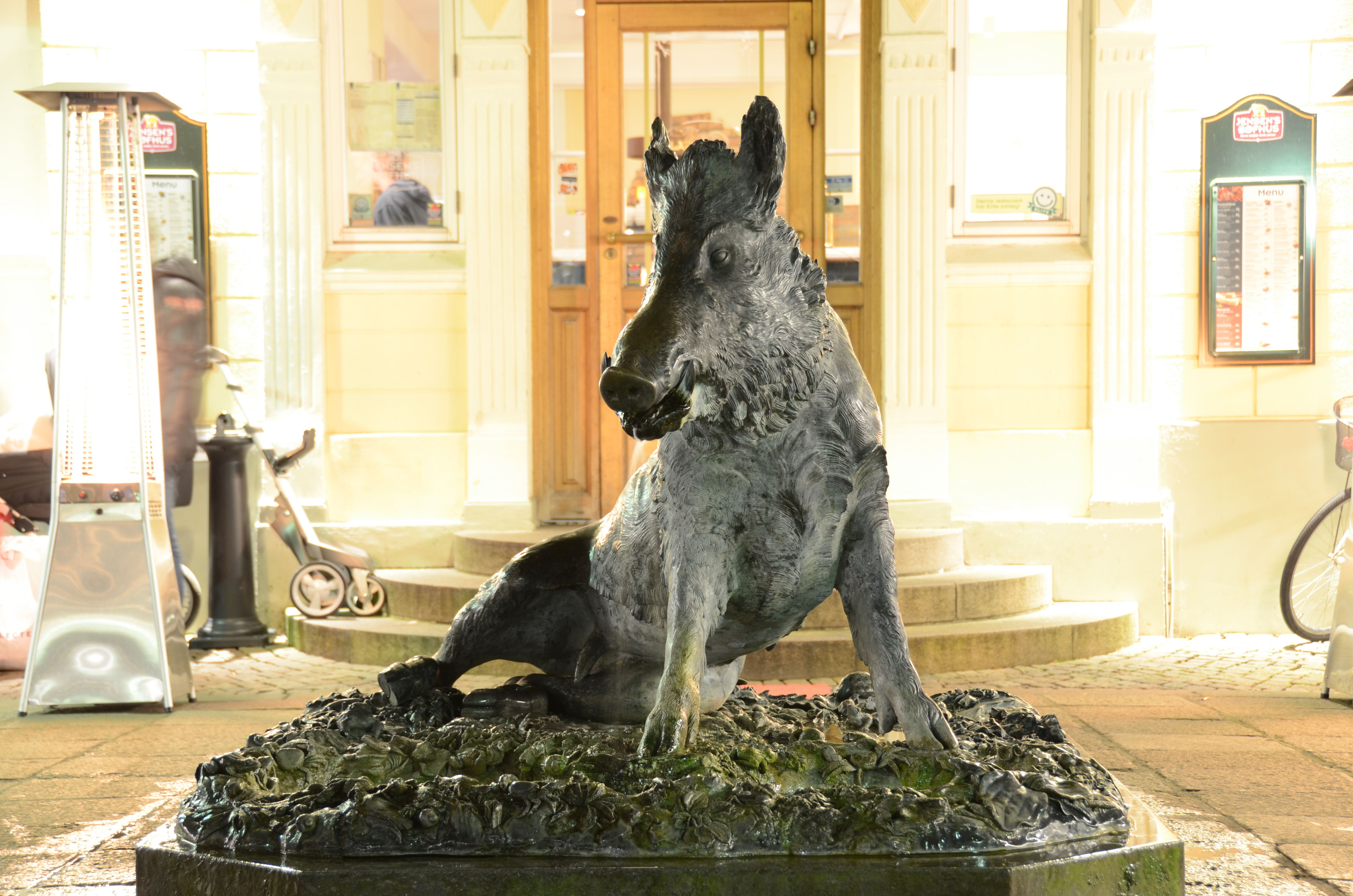
El Porcellino en Brotorvet, Holstebro (Dinamarca).
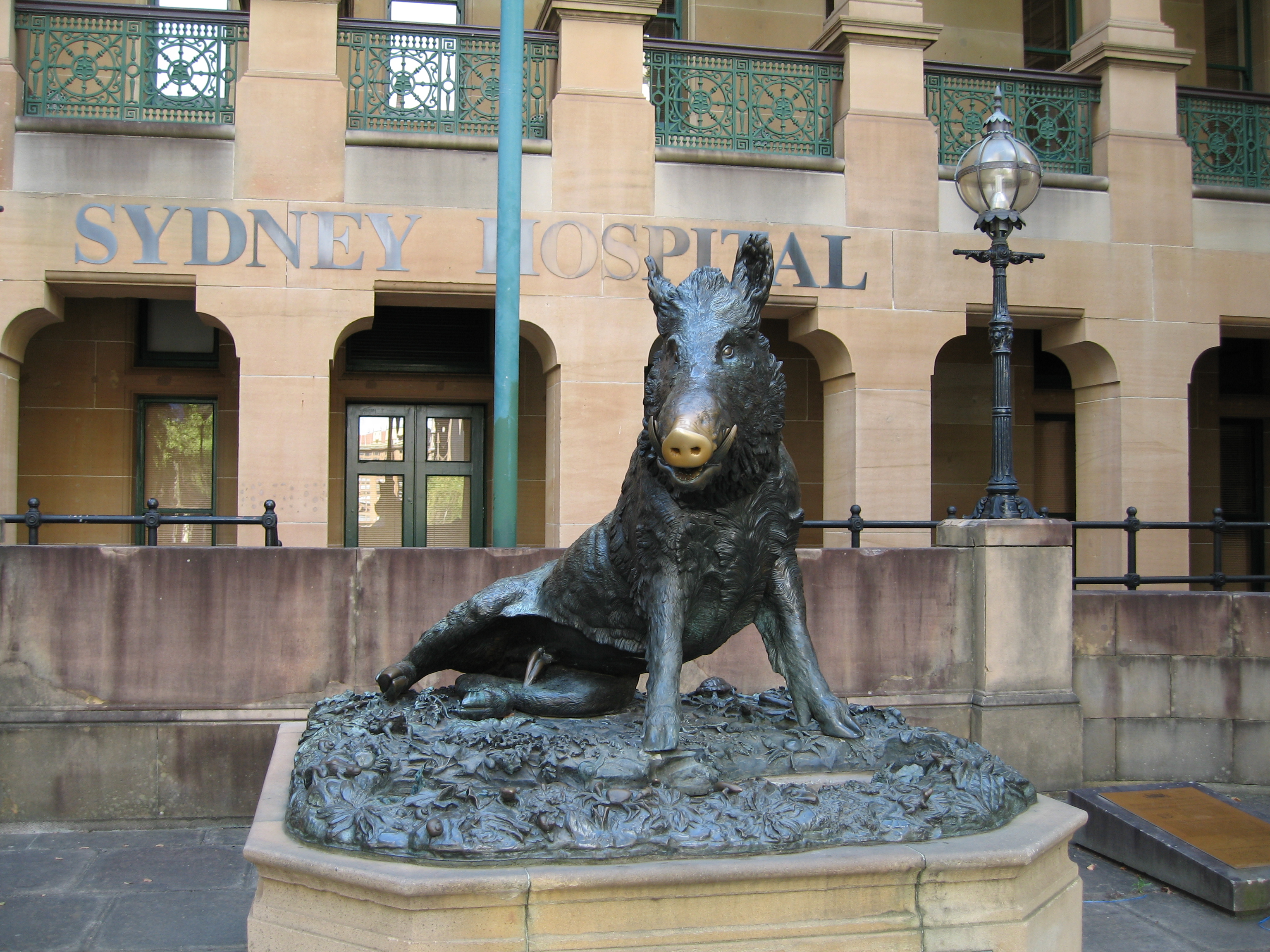
Una de las copias de 1962 en Sydney
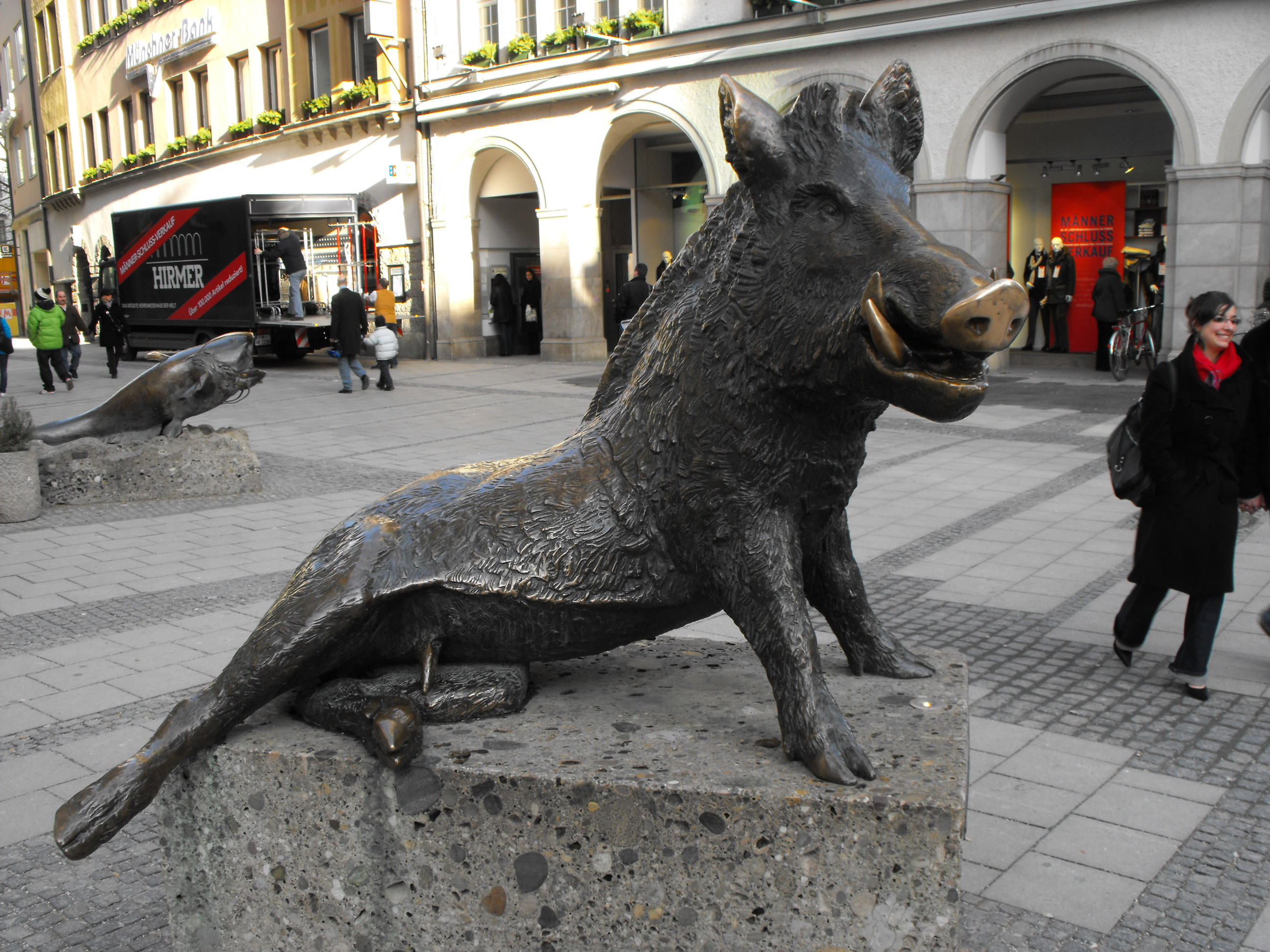
Otra versión en Múnich.
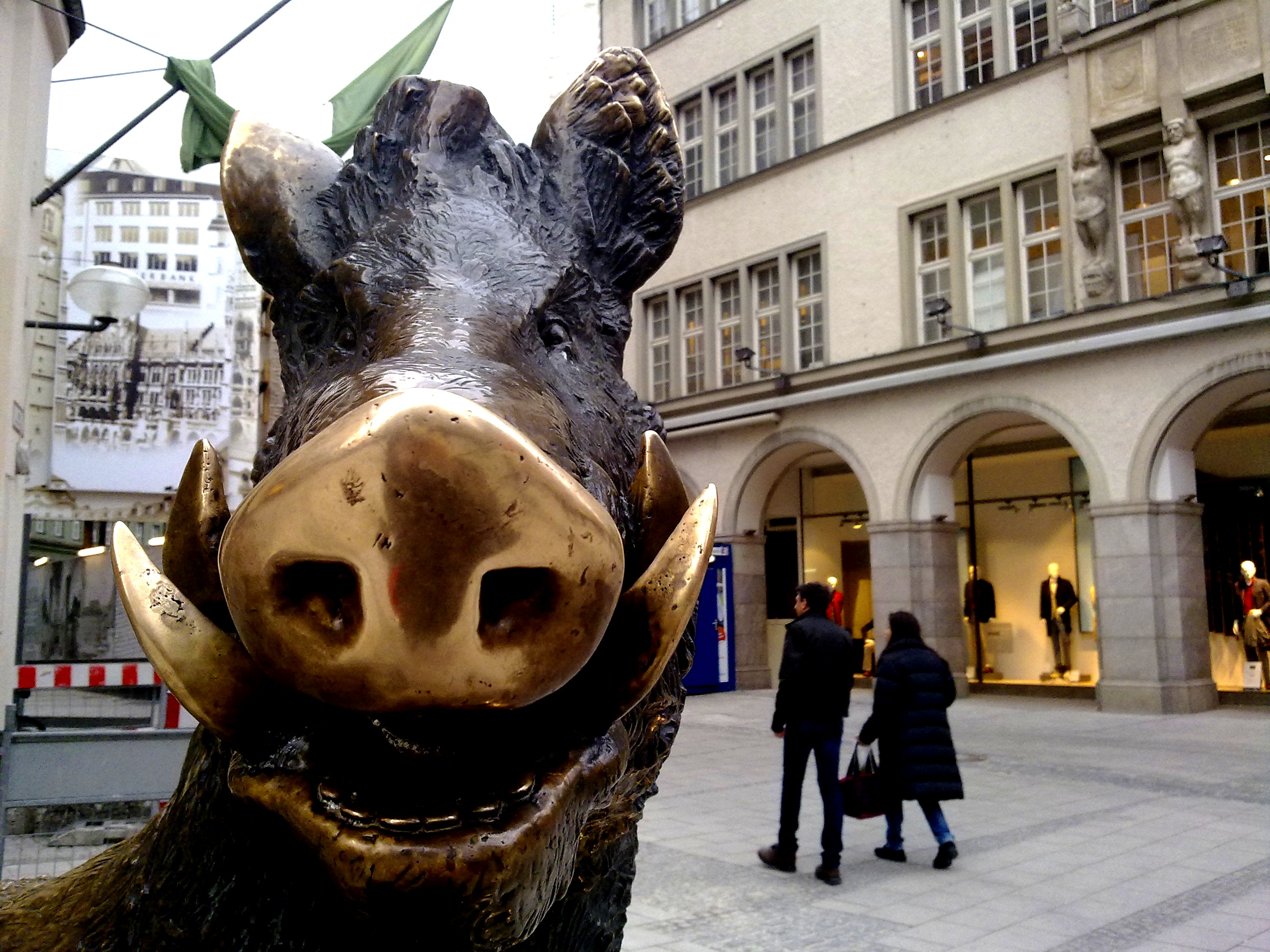
Enfrente del Museo de la caza y de la pesca en Múnich.
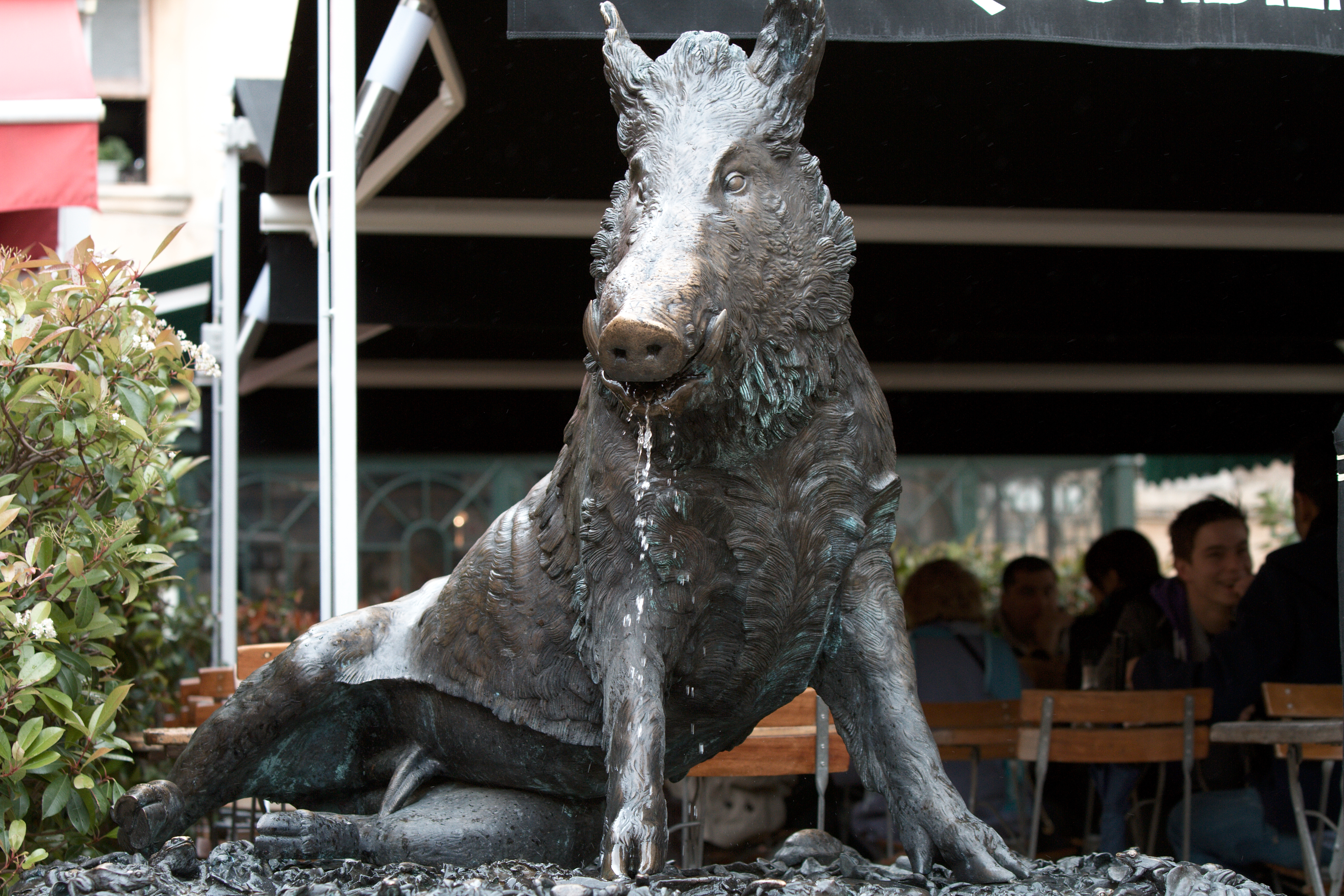
Fuente de Aix-en-Provence (Francia).